# Diabrotica viridula
Diabrotica viridula là một loài bọ cánh cứng trong họ Chrysomelidae. Loài này được Fabricius miêu tả khoa học năm 1801.